# Aeroportul Vitoria
Aeroportul Vitoria (IATA: VIT, ICAO: LEVT) este un aeroport din Vitoria-Gasteiz, Cuadrilla de Vitoria⁠(d), Provincia Álava, Comunitatea Autonomă a Țării Basce, Spania ce deservește zona Vitoria-Gasteiz. Aeroportul a fost tranzitat în 2022 de 235.186 de pasageri. A fost deschis în 1980 și numit după zona deservită.
Situat la o altitudine de 513 m, aeroportul dispune de 1 pistă. Este operat de ENAIRE⁠(d).

## Infrastructură

### Piste
Aeroportul dispune de o singură pistă. Pista 04/22 are suprafața de asfalt și dimensiunile 3.500 m × 45 m. 